# コケオトギリ
コケオトギリ（Hypericum laxum）は、オトギリソウ科の植物。クロンキスト体系ではヒメオトギリ属（Sarothra）に分類されるが、APG植物分類体系ではヒメオトギリ属がオトギリソウ属に含められるため、本種もオトギリソウ属に分類される。

## 分布
日本や朝鮮半島に分布する。

## 特徴
小型の草本植物で、湿地や休耕田などに生育する。草高は3-40cm、茎には4つの稜がある。葉は広卵形で丸みを帯びる。花期は8-9月、花は黄色で楕円形の5枚の花弁をもつ。花弁の長さは2.5mmで、雄しべは5-8個。秋には葉が紅葉し、また茎の先端が肉芽となる。肉芽は脱落して越冬し、翌年にはその肉芽から発芽して生長する。

## 近似種
ヒメオトギリに類似するが、ヒメオトギリの雄しべは10-20個あるため、雄しべが5-8個である本種と区別できる。